# Lystrocteisa myrmex
Lystrocteisa myrmex là một loài nhện trong họ Salticidae. Chúng thuộc chi đơn loài Lystrocteisa, được Eugène Simon miêu tả năm 1884.